# 552e division de grenadiers
La 552e division de grenadiers (en allemand : 552 Grenadier-Division ou 552 GD) est une des divisions d'infanterie de l'armée allemande (Wehrmacht) durant la Seconde Guerre mondiale.

## Historique
La 552e division de grenadiers est formée le 11 juillet 1944 comme Sperr-Division 552 à Sennelager en tant qu'élément de la 29. Welle (29e vague de mobilisation).
Elle est absorbée par la 6. Grenadier-Division le 25 juillet 1944.

## Organisation

### Commandants
| Date                              | Grade           | Commandant           |
| --------------------------------- | --------------- | -------------------- |
| 11 juillet 1944 - 25 juillet 1944 | Generalleutnant | Otto-Hermann Brücker |

## Théâtres d'opérations
- Allemagne : Juillet 1944

## Ordre de bataille
- Grenadier-Regiment 1116
- Grenadier-Regiment 1117
- Grenadier-Regiment 1118
- Artillerie-Regiment 1552
  - I. Abteilung
  - II. Abteilung
  - III. Abteilung
  - IV. Abteilung
- Füsilier-Kompanie 552
- Divisionseinheiten 1552